# Verrat im Fort Bravo
Verrat im Fort Bravo (Originaltitel: Escape from Fort Bravo) ist ein US-amerikanischer Western aus dem Jahr 1953 von John Sturges mit William Holden, Eleanor Parker und John Forsythe in den Hauptrollen. Das Drehbuch basiert auf einer Originalstory von Phillip Rock und Michael Pate.

## Handlung
Im Kriegsgefangenenlager in Fort Bravo im Arizona-Territorium beobachten konföderierte Gefangene wütend, wie der zerzauste Flüchtling Bob Bailey von dem eisernen Captain Roper zu Fuß ins Lager zurückgebracht wird. Obwohl der Lagerkommandant Colonel Owens Roper im Geheimen für seine unmenschliche Behandlung des Gefangenen tadelt, beharrt Roper darauf, dass Bailey, der ein Pferd gestohlen hatte, um zu fliehen, und das erschöpfte Tier dann in der Wüste sterben ließ, die Strafe für seine Feigheit verdient habe. Einer der Gefangenen, Captain Marsh, besucht Bailey im Krankenlager und verspricht dem jungen Mann herzlich, dass er ihn nach Hause bringen werde. Marsh und sein Mitgefangener Campbell warnen den ungestümen jungen Soldaten Cabot Young davor, einen zu hastigen Fluchtversuch zu unternehmen.
Am nächsten Tag führen Roper und Lieutenant Beecher eine Patrouille auf der Suche nach einigen überfälligen Versorgungswagen an. In der Wüste stoßen sie auf die verkohlten Überreste der Wagen und finden die Leichen der Fahrer, die an einen Ameisenhaufen gepfählt sind und den bösartigen Mescalero-Indianern zum Opfer gefallen sind. In dieser Nacht kommen die Soldaten einem Planwagen zu Hilfe, der von Indianern angegriffen wurde. Die Passagierin des Wagens, eine schöne Texanerin namens Carla Forester, sagt, sie sei auf dem Weg nach Fort Bravo, um Owens und seine Tochter Alice zu besuchen, die bald Beecher heiraten wird. Die Truppen kehren zum Fort zurück und Carla äußert offen ihr Interesse an Roper und bittet ihn, sie am nächsten Abend zum Tanz zu begleiten. Beim Tanz, zu dem einige der konföderierten Offiziere eingeladen sind, tanzt Carla mit Marsh, ihrem heimlichen Verlobten, und sie besprechen Pläne für seine Flucht in der Nacht von Beechers und Alices Hochzeit. Danach kehrt Carla mit Roper in sein Quartier zurück, wo er ihr seinen wertvollen Rosengarten zeigt und mit ihr über sein Leben spricht.
Am folgenden Tag besteht Roper darauf, die Frauen zu begleiten, als sie in die Stadt reiten, um ein Hochzeitskleid für Alice zu kaufen. Im Gemischtwarenladen bezahlt Carla den Besitzer Watson, einen Südstaaten-Sympathisanten, damit er sie mit Pferden und Vorräten ausstattet, und arrangiert, dass er zum Fort kommt und die Entflohenen in seinem Wagen hinausschmuggelt. Auf dem Weg zurück zum Fort geben Roper und Carla ihrer wachsenden Anziehungskraft nach und küssen sich. In der folgenden Nacht, während der Hochzeitsfeierlichkeiten, verstecken sich Marsh, Campbell, Young und Bailey in Watsons Wagen. In der Zwischenzeit erklärt Roper Carla seine Liebe und bittet sie, ihn zu heiraten. Carla, die sich in Roper verliebt hat, ist erschüttert und bittet darum, allein zu sein. Sie rennt zum Wagen und sagt Marsh, dass sie mit ihnen geht.
Am Morgen wird das Fehlen der Männer festgestellt, und die Rebellengefangenen pfeifen trotzig „Dixie“ beim Appell. Roper ist zuversichtlich, was die Flucht angeht, bis er erfährt, dass auch Carla weg ist. Er macht sich auf, die Gefangenen zurückzuholen, und Beecher, der befürchtet, dass Roper sich an Carla rächen könnte, besteht darauf, mit ihm zu gehen. Sie reiten in eine nahegelegene Stadt, wo Roper Bailey in einer Bar findet. Bailey, ein sensibler Dichter, ergibt sich Roper und gibt zu, dass er sich aus Angst vor Angriffen der Mescaleros von den anderen getrennt hat. Mit Bailey im Schlepptau holen Roper und Beecher die Flüchtlinge auf dem Weg nach Texas ein, doch auf dem Weg zurück nach Fort Bravo werden sie von Mescaleros angegriffen. Roper verteilt Waffen unter seinen Gefangenen, und beide Seiten kämpfen gegen ihren gemeinsamen Feind. Sie überleben den Angriff, bleiben aber ohne ihre Pferde in einer Schlucht gefangen.
In der Nacht kehrt eines der Pferde zurück, Bailey nimmt es und flieht. Am nächsten Tag starten die Mescaleros einen neuen Angriff. Mit Speeren markieren die Mescaleros den Rand der Schlucht und zielen mit einer Salve Pfeile auf die hilflosen Soldaten, wobei Marsh und Beecher schwer verwundet werden. Campbell und Young rennen hinaus und reißen die Markierungen nieder, werden aber von den Mescaleros erschossen. In dieser Nacht erzählt Marsh Roper, dass Carla in ihn verliebt ist. Am nächsten Morgen erzählt Roper den anderen, er wolle die Indianer glauben machen, er sei der letzte Überlebende, damit sie die Pattsituation beenden. Nachdem er Carla umarmt hat, geht Roper vor den Augen der Mescaleros hinaus und wird angeschossen und verwundet. In diesem Moment eilen Unionstruppen zur Rettung, angeführt von Bailey, der rechtzeitig an die Seite des sterbenden Marsh eilt, um sich zu verabschieden. Die erschöpften Überlebenden kehren nach Fort Bravo zurück.

## Hintergrund
Gedreht wurde der Film von Anfang April bis Ende Mai 1953.
Keenan Wynn war ursprünglich für die Rolle des Cabot Young vorgesehen. William Campbell übernahm die Rolle, als Wynn bei einem Autounfall verletzt wurde. Der Großteil des Films wurde in Gallup (New Mexico) und im Death-Valley-Nationalpark gedreht. Der Film war der erste, der im MGM-eigenen Breitbildverfahren gedreht wurde, das ein Seitenverhältnis von 1,66:1 hatte.
Cedric Gibbons und Malcolm Brown oblag die künstlerische Leitung. Ralph S. Hurst und Edwin B. Willis waren für das Szenenbild zuständig, Helen Rose für die Kostüme, William Tuttle für das Maskenbild. Verantwortlicher Toningenieur war Douglas Shearer. Warren Newcombe schuf die Spezialeffekte.

## Synchronisation
| Rolle          | Schauspieler     | Deutscher Synchronsprecher |
| -------------- | ---------------- | -------------------------- |
| Cpt. Roper     | William Holden   | Carl Raddatz               |
| Carla Forester | Eleanor Parker   | Eleonore Noelle            |
| Cpt. Marsh     | John Forsythe    | Hans Caninenberg           |
| Campbell       | William Demarest | Walther Suessenguth        |
| Cabot Young    | William Campbell | Günter Pfitzmann           |
| Lt. Beecher    | Richard Anderson | Paul Edwin Roth            |
| Col. Owens     | Carl Benton Reid | Wolf Martini               |
| Bob Bailey     | John Lupton      | Herbert Stass1             |
| Dr. Miller     | Forrest Lewis    | Alfred Balthoff            |

Anmerkung: Die kursiv geschriebenen Namen sind Rollen und Darsteller, die nicht im Abspann erwähnt wurden.

## Veröffentlichung
Die Premiere des Films fand am 4. Dezember 1953 statt. In der Bundesrepublik Deutschland kam er am 3. September 1954 in die Kinos, in Österreich im November 1954.

## Kritiken
Der Filmkritiken-Aggregator Rotten Tomatoes hat in einer Auswertung ein Publikumsergebnis von 55 Prozent positiver Bewertungen ermittelt.
Howard Thompson von der The New York Times befand, der Film verfüge über die Komponenten eines im Wesentlichen standardmäßigen Dreiecks, das bei einigen zufälligen, prickelnden Indianergefechten auflebe, aber fast die ganze Zeit über von der überwältigenden Erhabenheit der Ansco-Farbhintergründe strahlend in den Schatten gestellt bleibe. Sturges’ Regie sei voller professioneller Geschmeidigkeit, aber er habe viele Probleme mit Frank Fentons unscharf definierten Charakteren. Die Besetzung scheine durchweg verwirrt zu sein.
Das Lexikon des internationalen Films schrieb: „Sorgfältig inszenierter, spannender Western, der die Klischees des Genres weitgehend meidet; ausgezeichnet gespielt und vorzüglich fotografiert.“
Die Filmzeitschrift Cinema befand: „Schon diese frühere Regiearbeit mit ihren differenziert gestalteten Charakteren und einer ungewöhnlichen Handlung lag weit über dem Durchschnitt. Fazit: 1A-Western mit tollen Death-Valley-Bildern.“